# Hôtel Raoul de la Faye
Ne doit pas être confondu avec Hôtel Raoul.
L’hôtel Raoul de la Faye est un hôtel particulier situé au 5 rue Sainte-Croix-de-la-Bretonnerie dans le 4e arrondissement de Paris.
Raoul de la Faye, notaire du roi Louis XII et trésorier-payeur de la garde, fait construire cet hôtel vers 1510. 
A la fin du XVIIe siècle, Claude Dunoyer habite cette demeure et y meurt en 1683. Il est le frère d’Antoine Dunoyer, directeur de la Manufacture royale de glaces établie depuis 1665 dans la rue de Reuilly.
En 1852, les bâtiments des communs sur rue sont abattus pour laisser place à un nouvel immeuble de six étages sur la rue, puis est défiguré plus tard par une société d'épicerie.
A la fin du XXe siècle, la Fondation Tanaka, groupement éducatif japonais à vocation internationale, rachète peu à peu l'ensemble de l'immeuble, divisé en plusieurs parcelles, et confie en 1998 la restauration de l'ensemble à Pierre Jouve, architecte en chef des Monuments Historiques. Cette restauration s'appuie dur l'inventaire après décès de Raoul de la Faye, en 1544, retrouvé aux Archives Nationales, qui donne une description détaillée des meubles et des pièces où ils se trouvaient, agencements et décors.
L'hôtel est maintenant occupé par le campus parisien de l'Université Rice.
Les bâtiments subsistants se situent à l'arrière de cet immeuble du XIXe siècle : le logis en pierre et enduits est caractéristique de la Renaissance avec ses meneaux de pierre et ses hautes lucarnes. Côté jardin, il communique avec une galerie à pans de bois (située au nord) qui permet une promenade à couvert. La seconde galerie à pans de bois (située au sud) datant du XVIIe siècle mène à un pavillon desservi par un escalier à balustre décoré d’une sphynge et d’un dauphin en pierre. A l’intérieur de l’hôtel subsiste un élément caractéristique d’un décor « à la française » : le plafond composé de solives et de poutre en bois laissé apparent. Il est décoré de peintures datant du début du XVIIe siècle,.
L'hôtel est protégé par inscription par arrêté du 3 janvier 1966.